# Corte dominicale Verità
La corte dominicale Verità è una villa tardo cinquecentesca situata in via Vittorio Veneto 64 a San Pietro di Morubio, comune della provincia di Verona. 

## Storia
La storiografia locale è piuttosto povera di informazioni riguardanti la corte dominicale; la fabbrica non viene menzionata né nel catalogo delle ville venete del Mazzotti, né da G.F. Viviani nella sua opera dedicata alle ville veronesi.
Venne documentata per la prima volta in un disegno (conservato presso l'archivio privato Tacoli a Cerea) del 1687 appartenente a Francesco Cuman, il quale attesta che l'edificio era all'epoca di proprietà del ramo della famiglia Verità di San Giovanni in Foro, Verona. 
I Verità di San Giovanni in Foro entrarono in possesso del palazzo di San Pietro di Morubio tra il 1682 e il 1688 e rimase di loro proprietà, per tutto il XVIII secolo, periodo di massimo splendore della villa. Oltre alla villa, i Verità erano proprietari anche di un fondo agricolo di circa 120 campi, parte dei quali era coltivata a risaia.
Tutt'oggi si può rintracciare nella città di Verona la testimonianza della loro presenza Palazzo Verità Poeta, il quale appunto prende nome dall'omonima famiglia. Secondo una leggenda rinascimentale vengono attribuiti l'origine il nome della città di Verona all'arrivo della famiglia dei Verità provenienti dall'Etruria. 
Successivamente, la villa e tredici campi vennero acquistati nel 1813 da Domenico Beltrame. Dal catasto austriaco redatto nel 1849, emerge che in quegli anni la villa era ancora possedimento e residenza di Beltrame. 
Tra la fine del XIX secolo e i primi anni del XX secolo il complesso architettonico, dimessa la sua originaria funzione residenziale e agricola, venne adibito a municipio fino al 1975, anno in cui la sede municipale venne trasferita presso Villa Dionisi Motta.

## Descrizione

### Esterno
La corte Verità rappresenta un esempio interessante di residenza nobiliare nel panorama dell'edilizia locale. La sua struttura esterna si contraddistingue per il cosiddetto sistema portico-loggia, tratto tipico di molte ville del veronese. 
Con il passare dei secoli, la villa subì due importanti interventi che ne modificarono l'originale aspetto. Il primo intervento è ascrivibile al tardo Seicento con la realizzazione del portico-loggia e l'impostazione della facciata della villa su tre livelli. Il secondo intervento è databile tra la fine dell'Ottocento e i primi anni del Novecento quando venne adibita a municipio. 
Francesco Cuman testimonia nel suo disegno come l'intero complesso edilizio fosse delimitato e chiuso da un muro di cinta, con un accesso principale lungo l'attuale via Vittorio Veneto e che solo l'ala meridionale era completa.
La versione della villa pervenuta a noi si caratterizza per la sua maestosità e imponenza, mantenendo comunque uno stile semplice e raffinato. La corte Verità è formata da un blocco centrale a tre piani e si caratterizza per uno stile geometrico; infatti al portico-loggia che funge da entrata principale corrisponde al piano superiore un complesso di tre finestre delle quali la centrale risulta più grande delle altre. Ai lati del portico-loggia sono presenti per ogni piano una coppia di finestre di forma rettangolare, le cui dimensioni possono essere classificate come medie al piano terra, grandi al primo piano e piccole all'ultimo piano. La forma delle finestre è rettangolare, ma è molto probabile che in passato fossero a volta. Questa peculiarità è testimoniata dagli archivolti che le sovrastano. Infine adiacenti al complesso principale ci sono due ali a due piani entrambe dotate di una porta secondaria. 
L'area antistante la villa è oggi dotata al centro di una fontana e il pavimento è diviso a raggiera da lastre di marmo bianco, mentre tra una e l'altra sono stati disposti ciottoli rossastri.

### Interno

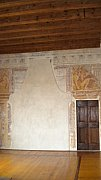
Particolare loggia

L'interno della corte Verità ricalca il classico schema planimetrico delle case venete, formato cioè da una grande sala centrale da cui si dipartono le altre stanze disposte ai lati. vi si accede tramite un portico loggia, il quale è speculare a quello che si trova al primo piano. 
Il salone d'entrata al piano terra permette di accedere alle stanze poste ai suoi lati. Tra le stanze del piano terra spicca l'ultima sala a sinistra del salone, nella quale di particolare pregio è il soffitto affrescato. L'affresco ci mostra da un'apertura, un cielo nuvoloso con tre angeli attorniati da colombe.
La grande scalinata, modificata probabilmente nel Seicento, porta al piano superiore, che ripete la pianta del piano terra.
Durante i restauri del 1995 è stata rinvenuta in una delle stanze adiacenti al loggiato del primo piano una meridiana affrescata, che nei secoli scorsi era probabilmente esterna all'edificio.
Peculiare invece del primo piano è il loggiato che si affaccia sul cortile della villa. Tutt'oggi sono identificabili affreschi databili al periodo di massimo splendore della villa, quando era di proprietà della famiglia Verità. Le pareti presentano scene mitologiche, scene dell'amor sacro e dell'amor profano e tra le figure rappresentate spicca quella di Venere.
L'ala meridionale è dotata di una scala databile agli inizi del Novecento.

## Notizie recenti

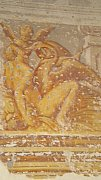
Simbolo dell'amor profano

Durante i recenti lavori di restauro sono venuti alla luce interessanti affreschi che hanno contribuito a impreziosire la villa. Gli affreschi emersi sono definiti "alla raffaellesca" e riprendono temi tardorinascimentali. 
Sulle pareti della loggia sono stati recuperati affreschi rappresentanti alcune scene mitologiche dove appare Venere e altre immagini raffiguranti scene di vita della famiglia Verità. Di particolare interesse è una stanza arricchita da grottesche con vari animali, alcuni dei quali esotici, momenti di svago tra giovani, putti e un affresco che riproduce una Madonna con Bambino. 
I recenti lavori di restauro hanno portato alla luce, oltre agli affreschi anche molti interrogativi e dubbi. Gli affreschi rinvenuti fanno supporre a una retrodatazione sulla data di costruzione della villa di almeno un secolo. Il salone originariamente era una loggia aperta, tipico impianto tra la fine del Cinquecento e l'inizio del Seicento. Questo permette di supporre che solo in un secondo momento si provvide a chiudere questo spazio e successivamente ad affrescarlo. Particolare interesse suscitano alcuni pannelli ricollegabili alla Continenza di Scipione l’Africano, nei quali l'eroe seduto al trono riavvicina il vinto Aluccio alla sua fidanzata. Un'altra interpretazione avvicina l'affresco all'Imperatore Alessandro Magno mentre riceve la famiglia dello sconfitto Dario, re dei Persiani. Sul sovrapporta sono dipinti un cigno e un serpente, simboli specifici dell'amor sacro e dell'amor profano. Sotto ad essi sono raffigurate quattro allegorie che rappresentano i quattro continenti: Europa con una giovenca bianca, Asia con un crostaceo, Africa con un moro con un copricapo e America del Sud con una figura umana vestita di un copricapo da soldato Maya. 

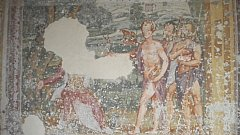
Affresco del loggiato

Dal secondo intervento di restauro tra fine Ottocento e primi anni del Novecento, quando la villa venne adibita a sede municipale, la quasi totalità delle pavimentazioni, degli intonaci, dei controsoffitti in incannucciato, così come degli infissi e dei serramenti interni vennero radicalmente rinnovati. Anche il seicentesco solaio ligneo "a regoli per convento" che si trova sopra la loggia del primo piano, venne all'epoca coperto da un controsoffitto in perlinato ligneo. Le pareti della villa non vennero risparmiate da uno strato di intonaco che ne ricoprì gli affreschi. Da un'attenta osservazione delle tracce stratigrafiche presenti del sottotetto si notano importanti modifiche al corpo della villa, come il sopralzo dell'ultimo livello del corpo di fabbrica della facciata principale. Si tratta di un artificio, di un tentativo cioè di nobilitare l'edificio senza però modificarne radicalmente l'assetto che lo connotava.
Oggi la villa ospita la sede dell'unione comunale "Destra Adige".